# Бредов, Анатолий Фёдорович
Анатолий Фёдорович Бредов (14 июля 1923, Новгород — 11 октября 1944, Мурманская область) — советский военнослужащий, командир пулемётного отделения 155-го стрелкового полка (14-я стрелковая дивизия, 131-й стрелковый корпус, 14 армия, Карельский фронт), сержант, Герой Советского Союза (посмертно).

## Биография
Родился 14 июля 1923 года в Новгороде в семье рабочего. По национальности — русский. Окончил семилетнюю школу в Мурманске. Работал электриком с 1938 года на Мурманской судостроительной верфи. Призван в ряды Красной Армии в апреле 1942 года. В действующей армии с июля того же года. Служил командиром пулемётного отделения 155-го стрелкового полка 14-й стрелковой дивизии 14-й армии Карельского фронта.
11 октября 1944 года 155-й стрелковый полк вышел на автодорогу Титовка—Петсамо и начал штурм высоты Придорожная. Пулемётный расчёт Бредова выдвинулся вперёд и уничтожил 80 немцев. Вскоре пулемётная точка была обнаружена и окружена немецкими войсками. Начался массированный обстрел по ней. Патроны у расчёта закончились, а в живых остались лишь командир Анатолий Бредов и наводчик Никита Ашурков. Они стали кидать в окружающих расчёт немцев гранаты. Когда осталось две последние гранаты, Ашурков встал во весь рост и со словами: «Русские в плен не сдаются! Получайте, гады!» метнул гранату в гитлеровцев. После чего Бредов и Ашурков обнялись и подорвали последней гранатой себя и пулемёт. Воины 155-го стрелкового полка, воодушевившись подвигом пулемётчиков, заняли высоту Придорожную. Ашуркову повезло: он не погиб, и на пятый день был подобран бойцами из санитарного батальона.

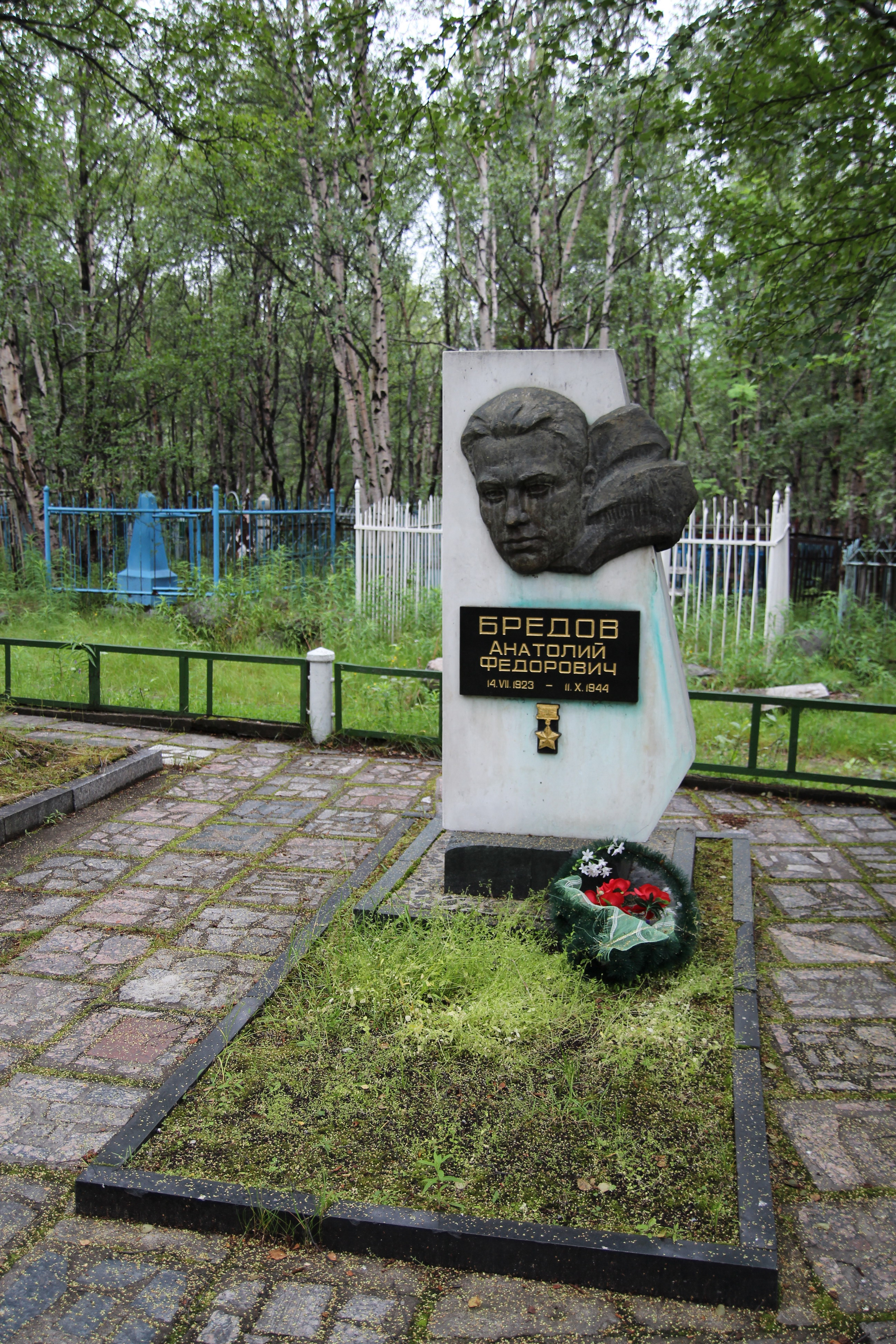
Могила Бредова

Анатолий Фёдорович Бредов похоронен на воинском кладбище Мурманска. На могиле героя установлена  стела.
Указом Президиума Верховного Совета СССР от 24 марта 1945 года сержанту Анатолию Фёдоровичу Бредову посмертно присвоено звание Героя Советского Союза.
Награждён орденом Ленина.

## Память
В центре Мурманска Анатолию Бредову установлен памятник. Мурманская средняя школа № 1 носит его имя. В Мурманске, Великом Новгороде, Апатитах, Мончегорске и Никеле есть улица его имени. Памятные мемориальные доски посвящённые Бредову установлены на улицах его имени в Никеле и Новгороде, проспекте Ленина Мурманска и мурманском гарнизонном доме офицеров. Его именем назван большой морозильный рыболовный траулер «Анатолий Бредов».